# Палеохори (Тасос)
Палеохори (на гръцки: Παλαιοχώρι, катаревуса Παλαιοχώριον, Палеохорион) е село в Гърция, дем Тасос, административна област Източна Македония и Тракия.

## География
Селището е разположено в непосредствена близост до източния бряг на острова, североизточно от Теологос.

## История
Селището е регистрирано като ново селище Палеохорион по време на Втората световна война. Заселено е от жители на Теологос, които се заселват тук, за да обработват по-отблизо имотите си. За пръв път се появява в гръцките преброявания в 1961 година с 8 жители. Селището не е споменато в гръцкото преброяване в 1991 година, като най-вероятно жителите му са включени към тези на Теологос.
| Година    | 1913 | 1920 | 1928 | 1940 | 1951 | 1961 | 1971 | 1981 | 1991 | 2001 | 2011 | 2021 |
| --------- | ---- | ---- | ---- | ---- | ---- | ---- | ---- | ---- | ---- | ---- | ---- | ---- |
| Население |      |      |      |      |      | 8    | 10   | 9    | –    | 0    |      |      |